# Seelöwe (Wappentier)
Das heraldische Fabelwesen Seelöwe stellt einen Löwen dar, dessen Hinterteil in einem Fischschwanz endet. Die Darstellung im Wappen erfolgt mit über den Rücken und Kopf gebogenen Schwanz. Die bevorzugte Blickrichtung entspricht der heraldischen Grundrichtung des Wappenlöwens nach rechts. Die Tingierung (Farbgebung) folgt den Regeln der Heraldik. Als Wappentier gehört dieser Seelöwe zu den gemeinen Figuren.
Beispiele für den Seelöwen sind das Wappen von Riedböhringen, von Untermeitingen und der Imhoff, die die Herrschaft über Untermeitingen besaßen.
Die Darstellung eines natürlichen Seelöwen ist auch möglich, muss aber ausdrücklich als „natürlicher Seelöwe“ blasoniert werden. Dieses Tier wird dann in normaler Haltung des natürlichen Tiers dargestellt.

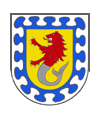
Wappen von Riedböhringen
Wappen von Untermeitingen
Wappen von Burgas
Wappen der Imhoff
Wappen von Flevoland
Im Wappen von Lelystad zwei Schildhalter
Geschwänzt und geflügelt

Auf der historischen Flagge der Falklandinseln wurde für den Zeitraum 1933 bis 1948 ein natürlicher Seelöwe verwendet.